# Otto Skritek

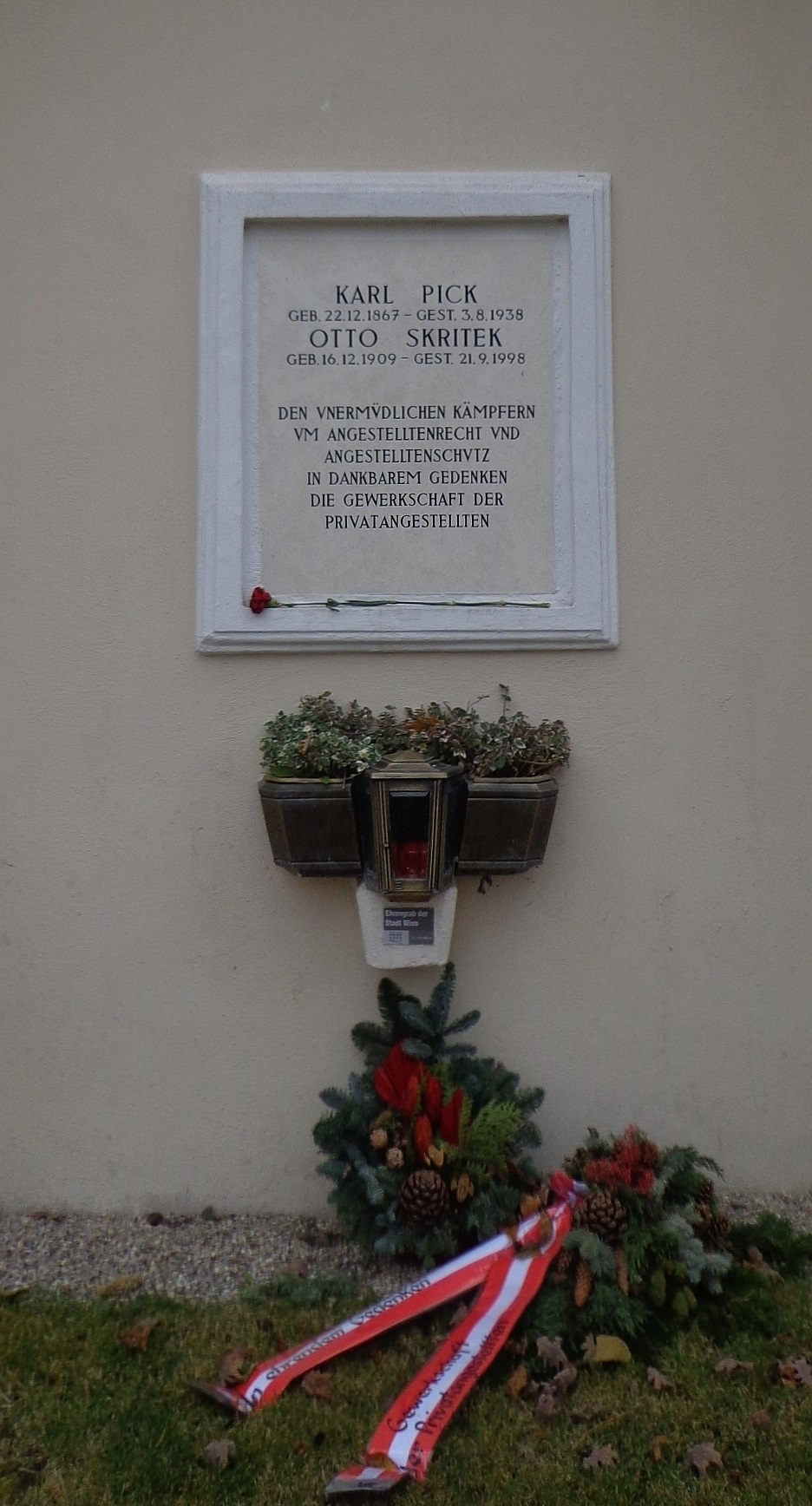
Feuerhalle Simmering – Urnengrab von Karl Pick und Otto Skritek

Otto Skritek (* 16. Dezember 1909 in Znaim, Mähren; † 21. September 1998 in Wien) war ein österreichischer Politiker (SPÖ).
Skritek besuchte die Volks-, Haupt- und Berufsschule und erlernte den Beruf des Spediteurs. Er wurde von 1939 bis 1944 im Konzentrationslager Dachau inhaftiert und wurde später durch die Nationalsozialisten in eine Strafkompanie beordert. Bereits im selben Jahr geriet er in sowjetische Kriegsgefangenschaft, in der er bis 1945 blieb.
Nach Kriegsende wurde er Sekretär der Gewerkschaft der Privatangestellten und SPÖ-Mitglied. Er war von 5. Dezember 1949 bis 14. März 1950 und von 18. März 1953 bis 9. Juni 1965 Mitglied des Bundesrats. Von 1950 bis 1953 und von 1965 bis 1975 war er Abgeordneter zum österreichischen Nationalrat. Von 1959 bis 1965 war er Vorsitzender bzw. stellvertretender Vorsitzender des Bundesrats.
Skritek wurde am Friedhof der Feuerhalle Simmering in derselben Grabstelle wie sein 1938 verstorbener Parteikollege Karl Pick bestattet.